# Microscopia crioelettronica

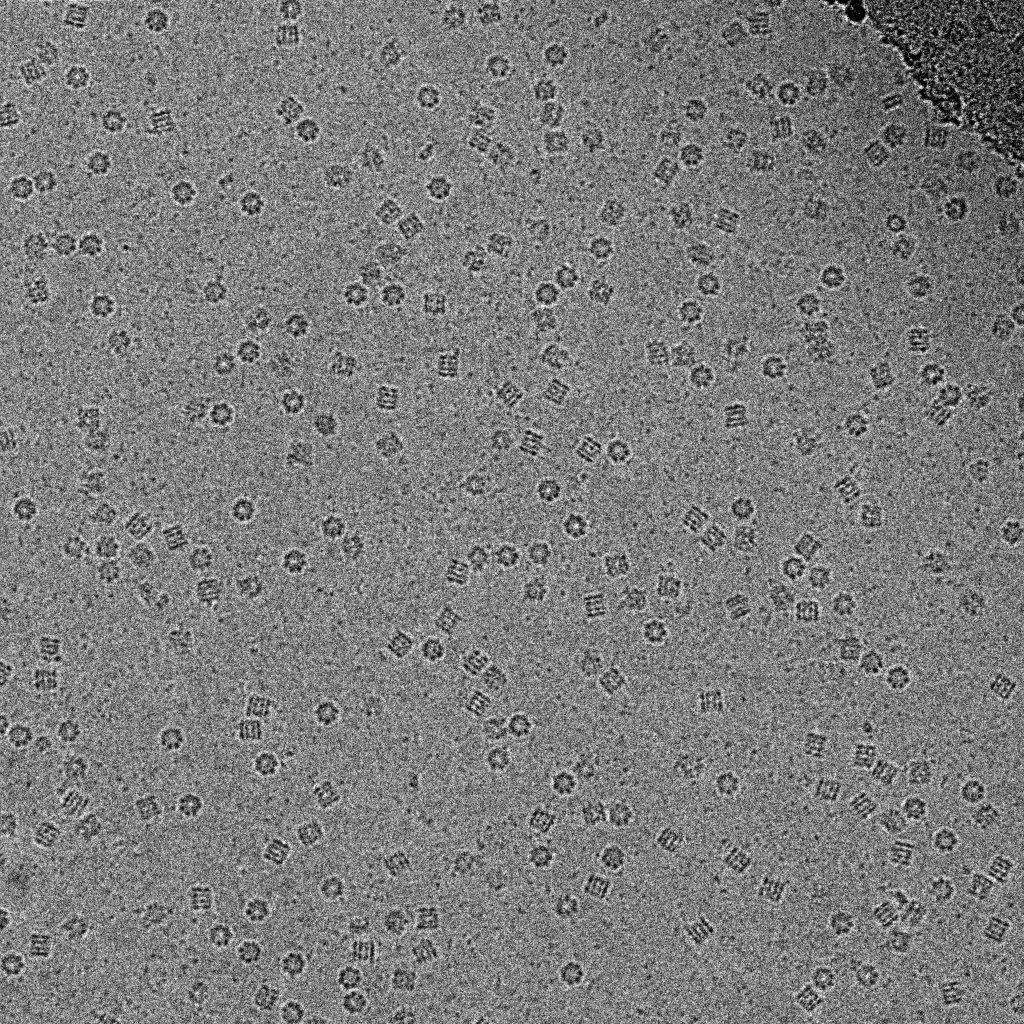
La proteina GroEL sospesa in ghiaccio amorfo, osservata a un ingrandimento di 50.000x

La microscopia crioelettronica è un tipo di microscopia elettronica a trasmissione in cui il campione viene studiato a temperature criogeniche (generalmente alle temperature dell'azoto liquido).
L'utilità della microscopia crioelettronica deriva dal fatto che consente l'osservazione di campioni non colorati o fissati in alcun modo, mostrandoli nel loro ambiente nativo, questo in contrasto con la cristallografia a raggi X, che richiede la cristallizzazione del campione, che può essere difficile nel caso di macromolecole, e la collocazione dello stesso in ambienti non fisiologici, che possono occasionalmente portare a cambiamenti conformazionali delle molecole. Si tratta pertanto di una tecnica particolarmente utile in biologia strutturale dove è fondamentale poter osservare le macromolecole biologiche nella loro conformazione nativa.
La risoluzione delle immagini ottenute tramite microscopia crioelettronica è in costante aumento e nel 2014 sono state ottenute alcune strutture a risoluzione quasi atomica, incluse quelle di virus, ribosomi, mitocondri, canali ionici e complessi enzimatici di minimo 170 kDa a una risoluzione di 4,5 Å. Nel 2015 Bridget Carragher e collaboratori sono riusciti a ottenere una struttura con una risoluzione inferiore ai 3 Å, elevando così la microscopia crioelettronica a strumento comparabile e potenzialmente superiore alle tradizionali tecniche di cristallografia a raggi X. Nel giugno dello stesso anno una struttura di una beta-galattosidasi batterica è stata resa nota con una risoluzione di 2.2 Å.
Un tipo di microscopia crioelettronica è la tomografia crioelettronica, che permette di realizzare una ricostruzione tridimensionale di un campione da immagini bidimensionali ottenute a varie angolazioni.

## Sviluppo
Richard Henderson ha tracciato il cammino verso la cryo-EM nel 1975, quando utilizzò la microscopia elettronica per determinare un modello tridimensionale di batteriorodopsina sovrapponendo più immagini ottenute con deboli raggi di elettroni. Questo studio mostrò che la microscopia elettronica avrebbe potuto fornire immagini dettagliate quanto quelle della cristallografia a raggi-X, che era la tecnica a massima risoluzione, al tempo. In quel decennio, Joachim Frank, allora al New York State Dept. of Health, sviluppò la tecnologia di image-processing per convertire la convenzionale microscopia elettronica 2D in una tecnica utile ad ottenere strutture 3D. Henderson ha anche contribuito al progresso delle tecniche di image processing. Nei primi anni Ottanta, Jacques Dubochet concepì delle metodiche per congelare rapidamente dei campioni biomolecolari così da proteggerli dai danni elettronici e comunque lasciarli idratati, anche nel vuoto, mantenendo la loro forma nativa. Dal 1990, la tecnologia migliorò a tal punto che Henderson riuscì ad ottenere la prima struttura cryo-EM ad alta risoluzione. Il suo target, la batteriorodopsina, ha una struttura molto ordinata e questo ha facilitato l’ottenimento di un risultato ad alta risoluzione; sarebbe stato chiaramente più complesso con altre biomolecole.
Jacques Dubochet, Joachim Frank e Richard Henderson hanno ottenuto il premio Nobel 2017 per la chimica “per aver sviluppato la microscopia crioelettronica per determinare in alta definizione le strutture delle biomolecole in soluzione”.